# Об'єкт-запит (шаблон проєктування)
Об'єкт-запит (англ. Query Object) — шаблон проєктування, який дозволяє приховати SQL за допомогою об'єктів.

## Опис
Використання мови запитів в коді призводить до того, що код стає тісно пов'язаним зі сховищем даним. Та при зміні структури сховища необхідно міняти код. Треба розв'язувати проблеми інкапсуляції схеми бази даних, підтримки роботи із декількома сховищами та оптимізації кількості запитів. 
Рішенням буде створити інтерпретатор, який дозволить працювати зі сховищем як із колекцією об'єктів, та транслюватиме команди мовою запитів конкретного сховища.

## Застосування
- В Entity Framework даний шаблон реалізується через IQueryable.

## Реалізація
Нехай у сховищі знаходяться об'єкти даного типу.
```
class
 
User

{

	
public
 
int
 
Id
 
{
 
get
;
 
set
;
 
}

}

```

Тоді примітивна реалізація цього шаблону матиме наступний вигляд.
```
interface
 
IQueryableObject
<
T
>

{

	
IQueryableObject
<
T
>
 
Where
(
Expression
<
Predicate
<
T
>>
 
predicate
);

	
T
[]
 
ToArray
();

}

class
 
UserTable
 
:
 
IQueryableObject
<
User
>

{

	
private
 
Expression
<
Predicate
<
User
>>
 
_predicate
;

	
public
 
IQueryableObject
<
User
>
 
Where
(
Expression
<
Predicate
<
User
>>
 
predicate
)

	
{

		
_predicate
 
=
 
predicate
;

		
return
 
this
;

	
}

	
public
 
User
[]
 
ToArray
()

	
{

		
var
 
sql
 
=
 
BuildSql
();

		
// перегляд запиту

		
Console
.
WriteLine
(
sql
);

		
return
 
_db
.
Execute
(
sql
);

	
}

	
private
 
string
 
BuildSql
()

	
{

		
var
 
predicate
 
=
 
BuildPredicate
();

		
return
 
"SELECT * FROM Users "
 
+
 
predicate
;

	
}

	
private
 
string
 
BuildPredicate
()

	
{

		
var
 
body
 
=
 
_predicate
.
Body
 
as
 
BinaryExpression
;

		
var
 
leftParameter
 
=
 
(
body
.
Left
 
as
 
MemberExpression
).
Member
.
Name
;

		
var
 
rightParameter
 
=
 
(
body
.
Right
 
as
 
ConstantExpression
).
Value
;

		
var
 
operatorType
 
=
 
GetOperatorByType
(
body
.
NodeType
);

		
return
 
$"WHERE {leftParameter} {operatorType} {rightParameter}"
;

	
}

	
private
 
string
 
GetOperatorByType
(
ExpressionType
 
expressionType
)

	
{

		
switch
(
expressionType
)

		
{

			
case
 
ExpressionType
.
Equal
:
 
return
 
"="
;

			
case
 
ExpressionType
.
GreaterThan
:
 
return
 
">"
;

				
.
 
.
 
.

			
default
:
 
throw
 
new
 
InvalidOperationException
();

		
}

	
}

}

```

У коді прихована структура сховища.
```
var
 
userTable
 
=
 
new
 
UserTable
();

		

// даний виклик сформує наступний запит: SELECT * FROM Users WHERE Id > 5

var
 
users
 
=
 
userTable
.
Where
(
user
 
=>
 
user
.
Id
 
>
 
5
).
ToArray
();

```